# Східний вал (роман)
«Східний вал» — роман українського письменника та журналіста Максима Беспалова у жанрі альтернативної історії, що вийшов у видавництві Темпора в 2020 році.
У всесвіті роману, знекровленій радянській армії так і не вдалося успішно форсувати Дніпро в 1943 році, що призвело до підписанням між СРСР та Німеччиною мирного договору у 1947 році та розмежуванням кордону по Дніпру. В 1953 році після смерті Гітлера на окупованих територіях відбулося повстання, в ході якого постала незалежна Українська держава. Події роману розгортаються в 1985 році в Січеславі-Дніпропетровську — колись єдиному місту, а нині розділеному між двома державами.

## Сюжет
Спочатку книга була видана у 2013 році під назвою «Східний вал. 1985» під псевдонімом Максим Січеславець. У 2020 році книга була майже повністю переписана і видана під назвою «Східний вал» під справжнім ім'ям автора.
Роман написаний на стику альтернативної історії та соціальної фантастики.
За сюжетом, під час Другої світової війни радянські війська не змогли подолати німецький Східний Вал (Лінія Пантера-Вотан) і мирний договір зафіксував кордон між СРСР і Третім Рейхом по Дніпру. Невдовзі, після смерті Гітлера, Третій Рейх розпався, і на його уламках постала незалежна Українська держава. Роман присвячений життю Дніпропетровська та Січеслава — містам, які колись становили єдине ціле, а в альтернативній реальності опинилися по різні сторони кордону. В одній із частин книги хлопця з Дніпропетровська переслідує КДБ за ніч, проведену з дівчиною із Заходу. В іншій — фотограф із Січеслава полюбляє розглядати у потужний телескоп життя радянських українців. Закохується у студентку, і не в змозі з нею зустрітися, вирішує вбити її зі снайперської гвинтівки. Однією з сюжетних ліній роману є футбольне протистояння футбольних клубів обох міст в чвертьфіналі Кубку чемпіонів 1984/85 (алюзія на реальний виступ ФК «Дніпро» у Кубку 1984/85).
Ідея роману виникла після відвідин міста Нікосії у Кіпрі, розділеного на турецьку та грецьку частину.
В 2020 році книга увійшла до довгого списку Книги року BBC. Презентаційний тур книжки був підтриманий грантом «Культурної столиці»